# Como Calcio 2002-2003
Questa voce raccoglie le informazioni riguardanti il Como Calcio nelle competizioni ufficiali della stagione 2002-2003.

## Stagione
Nella stagione 2002-2003 il Como disputa il massimo campionato, raccogliendo 24 punti con il penultimo posto e la relativa ridiscesa in Serie B. Dalla gioia per il ritorno dopo tredici anni in Serie A, alla delusione di un torneo, del quale rimangono pochi flash di soddisfazione e tanti bocconi amari da ingoiare. Turnover di giocatori di buona esperienza, che al Como non lasciano un segno, un cambio allenatore tra Loris Dominissini ed Eugenio Fascetti, che non è servito, una partita sospesa per incidenti. Con tutto questo non poteva arrivare che una retrocessione in Serie B, primo atto di un percorso a ritroso che porterà al Como tante apprensioni. Il cambio allenatore arriva dopo 11 giornate, dopo il (3-0) subito a Perugia, il 18 dicembre la partita al Sinigaglia contro l'Udinese viene sospesa al minuto 82 per incidenti sullo (0-1) per i friulani, costa lo (0-2) e tre giornate di squalifica del campo. il primo successo è giunto alla 18ª giornata sul neutro di Piacenza (2-0) alla Roma. Al termine del girone di andata il Como è ancora ultimo con 10 punti. Nel ritorno il successo vistoso (5-1) sul Bologna non è servito a lenire le ferite di un campionato deludente e le incertezze societarie, con il Presidente Enrico Preziosi sempre più deciso a lasciare la squadra lariana. Nella Coppa Italia i lariani entrano in scena nel secondo turno, ma vanno subito fuori, per mano della Triestina.

## Divise e sponsor
Il fornitore di materiale tecnico per la stagione 2002-2003 fu Erreà, mentre lo sponsor ufficiale fu Temporary.
| 1ª divisa | 2ª divisa | 3ª divisa |

## Organigramma societario
Area direttiva
- Presidente: Enrico Preziosi
- Direttore generale: Francesco Pallone, poi Antonino Imborgia[3]
- Direttore sportivo: Carmine Gentile
- Team manager: Ambrogio Panzeri
- Addetto stampa: Fabrizio Diana
- Segretaria generale: Tessa Marzorati

Area tecnica
- Allenatore: Loris Dominissini, dalla 12ª giornata Eugenio Fascetti[4]
- Allenatore in 2ª: Ottavio Strano, poi Roberto Galia[3]
- Preparatore dei portieri: Gianluca Spinelli
- Allenatore Primavera: Roberto Galia
- Preparatori atletici: Claudio Bordon e Fabio Martinelli, poi Roberto Fiorillo[3]

Area sanitaria
- Medici sociali: Ezio Giani, Paolo Mascetti e Giuseppe Paragò
- Massaggiatori: Cristian Bianchi e Tito Contardi
- Fisioterapista: Alberto Schiera

## Rosa
| N. |                                 | Ruolo | Calciatore                 |
| -- | ------------------------------- | ----- | -------------------------- |
| 1  | Italia (bandiera)               | P     | Fabrizio Ferron            |
| 12 | Rep. Ceca (bandiera)            | P     | Milan Zahálka              |
| 34 | Italia (bandiera)               | P     | Alex Brunner               |
| 82 | Nigeria (bandiera)              | P     | Stefano Olubunmi Layeni    |
| 2  | Italia (bandiera)               | D     | Daniele Gregori            |
| 3  | Brasile (bandiera)              | D     | Juarez de Souza Teixeira   |
| 4  | Italia (bandiera)               | D     | Pasquale Padalino          |
| 5  | Italia (bandiera)               | D     | Oscar Arnaldo Brevi        |
| 6  | Italia (bandiera)               | D     | Cristian Stellini          |
| 8  | Italia (bandiera)               | D     | Niccolò Guzzo              |
| 17 | Croazia (bandiera)              | D     | Stjepan Tomas              |
| 20 | Italia (bandiera)               | D     | Massimo Tarantino          |
| 85 | Brasile (bandiera)              | D     | Robert Anderson Cavalheiro |
| -  | Italia (bandiera)               | D     | Vincenzo Pandullo          |
| 7  | Serbia e Montenegro (bandiera)  | C     | Nikola Lazetić             |
| 14 | Paesi Bassi (bandiera)          | C     | Jean-Paul van Gastel       |
| 15 | Italia (bandiera)               | C     | Riccardo Allegretti        |
| 18 | Italia (bandiera)               | C     | Mirko Benin                |
| 19 | Bosnia ed Erzegovina (bandiera) | C     | Vedin Musić                |
| 23 | Italia (bandiera)               | C     | Jonatan Binotto            |

| N. |                     | Ruolo | Calciatore                    |
| -- | ------------------- | ----- | ----------------------------- |
| 29 | Italia (bandiera)   | C     | Nicola Corrent                |
| 30 | Italia (bandiera)   | C     | Fabio Pecchia                 |
| 33 | Italia (bandiera)   | C     | Marco Rossi                   |
| 51 | Francia (bandiera)  | C     | Benoît Cauet                  |
| 83 | Italia (bandiera)   | C     | Luca Belingheri               |
| 84 | Italia (bandiera)   | C     | Francesco Cigardi             |
| 9  | Croazia (bandiera)  | A     | Saša Bjelanović               |
| 10 | Italia (bandiera)   | A     | Benito Carbone                |
| 11 | Italia (bandiera)   | A     | Denis Godeas                  |
| 11 | Italia (bandiera)   | A     | Nicola Amoruso                |
| 21 | Brasile (bandiera)  | A     | Luís Carlos Bertolo Oliveira  |
| 21 | Uruguay (bandiera)  | A     | Daniel Fonseca Caris          |
| 27 | Colombia (bandiera) | A     | Jorge Horacio Serna Castañeda |
| 32 | Italia (bandiera)   | A     | Ciro De Cesare                |
| 81 | Italia (bandiera)   | A     | Luigi Anaclerio               |
| 90 | Italia (bandiera)   | A     | Giuseppe Greco                |
| 99 | Italia (bandiera)   | A     | Nicola Caccia                 |
| -  | Italia (bandiera)   | A     | Salvatore Fresta              |
| -  | Italia (bandiera)   | A     | Davide Angelotti              |
| -  | Italia (bandiera)   | A     | Vincenzo Chianese             |

## Calciomercato

### Sessione estiva
| Acquisti | Acquisti       | Acquisti | Acquisti   |
| R.       | Nome           | da       | Modalità   |
| -------- | -------------- | -------- | ---------- |
| A        | Denis Godeas   | Messina  | definitivo |
| A        | Daniel Fonseca | -        | svincolato |

| Cessioni | Cessioni             | Cessioni      | Cessioni   |
| R.       | Nome                 | a             | Modalità   |
| -------- | -------------------- | ------------- | ---------- |
| C        | Jean-Paul van Gastel | De Graafschap | definitivo |
| C        | Nikola Lazetić       | Chievo        | prestito   |
| A        | Luís Oliveira        | Catania       | definitivo |
| A        | Roberto Colacone     | Vicenza       | definitivo |

### Sessione invernale
| Acquisti | Acquisti        | Acquisti  | Acquisti   |
| R.       | Nome            | da        | Modalità   |
| -------- | --------------- | --------- | ---------- |
| D        | Anderson        | Pordenone | definitivo |
| C        | Luca Belingheri | Siena     | definitivo |
| A        | Nicola Amoruso  | Perugia   | definitivo |
| A        | Luigi Anaclerio | Bari      | prestito   |
| A        | Giuseppe Greco  | Pavia     | definitivo |
| A        | Nicola Caccia   | Piacenza  | definitivo |

| Cessioni | Cessioni          | Cessioni          | Cessioni   |
| R.       | Nome              | a                 | Modalità   |
| -------- | ----------------- | ----------------- | ---------- |
| D        | Vincenzo Pandullo | Legnago           | definitivo |
| D        | Oscar Brevi       | Palermo           | definitivo |
| C        | Ciro De Cesare    | Piacenza          | definitivo |
| A        | Denis Godeas      | Bari              | prestito   |
| A        | Jorge Serna       | Atlético Nacional | definitivo |
| A        | Salvatore Fresta  | Mantova           | definitivo |
| A        | Saša Bjelanović   | Chievo            | prestito   |

## Risultati

### Serie A

#### Girone di andata
| Arbitro: | Bolognino (Milano) |

|                          |           |            |
| Delvecchio 19’ Totti 46’ | Marcatori | 73’ Godeas |

| Arbitro: | Collina (Viareggio) |

|  |           |                           |
|  | Marcatori | 15’ Saudati 59’ Di Natale |

| Arbitro: | Treossi (Forlì) |

|                          |           |  |
| Lamouchi 14’ Adriano 47’ | Marcatori |  |

| Arbitro: | Bolognino (Milano) |

|                       |           |                     |
| B. Carbone 17’ (rig.) | Marcatori | 63’ (rig.) Nakamura |

| Arbitro: | Bertini (Arezzo) |

|              |           |             |
| Zalayeta 88’ | Marcatori | 65’ Pecchia |

| Arbitro: | Dattilo (Locri) |

|                    |           |            |
| Cardone 45’ (aut.) | Marcatori | 30’ Caccia |

| Arbitro: | Rosetti (Torino) |

|                      |           |              |
| R. Baggio 87’ (rig.) | Marcatori | 78’ Padalino |

| Arbitro: | Collina (Viareggio) |

|  |           |                         |
|  | Marcatori | 58’ C. Vieri 65’ Recoba |

| Arbitro: | Trentalange (Torino) |

|                    |           |  |
| Signori 74’ (rig.) | Marcatori |  |

| Arbitro: | Tombolini (Ancona) |

|             |           |                               |
| Corrent 37’ | Marcatori | 18’ Simeone 56’, 63’ C. López |

| Arbitro: | Morganti (Ascoli Piceno) |

|                                       |           |  |
| Fusani 14’ Miccoli 48’ Milanese 90+4’ | Marcatori |  |

| Arbitro: | Saccani (Mantova) |

|  |           |           |
|  | Marcatori | 34’ Pinzi |

| Arbitro: | Dattilo (Locri) |

|            |           |                |
| Sculli 73’ | Marcatori | 88’ Bjelanović |

| Arbitro: | Farina (Novi Ligure) |

|             |           |                              |
| Pecchia 22’ | Marcatori | 20’ Ambrosini 42’ Shevchenko |

| Arbitro: | Trefoloni (Siena) |

|                                 |           |  |
| Legrottaglie 64’ Pellissier 73’ | Marcatori |  |

| Arbitro: | Treossi (Forlì) |

|                |           |            |
| Bjelanović 44’ | Marcatori | 53’ Foglio |

| Torino 19 gennaio 2003 17ª giornata | Torino             | 0 – 0 referto | Como | Stadio delle Alpi (12 937 spett.)\| Arbitro: \| Tombolini (Ancona) \| |
| Arbitro:                            | Tombolini (Ancona) |               |      |                                                                       |

#### Girone di ritorno
| Arbitro: | Treossi (Forlì) |

|                            |           |  |
| Musić 82’ B. Carbone 90+1’ | Marcatori |  |

| Empoli 2 febbraio 2003 19ª giornata | Empoli             | 0 – 0 referto | Como | Stadio Carlo Castellani (4 773 spett.)\| Arbitro: \| Ayroldi (Molfetta) \| |
| Arbitro:                            | Ayroldi (Molfetta) |               |      |                                                                            |

| Arbitro: | Palanca (Roma) |

|                           |           |                             |
| Caccia 66’ N. Amoruso 78’ | Marcatori | 30’ (rig.), 88’ (rig.) Mutu |

| Arbitro: | Cassarà (Palermo) |

|                                     |           |            |
| Cozza 33’, 38’ Diana 79’ Mozart 88’ | Marcatori | 10’ Caccia |

| Arbitro: | Dattilo (Locri) |

|             |           |                                              |
| Pecchia 79’ | Marcatori | 11’ (aut.) Juarez 22’ Di Vaio 43’ Camoranesi |

| Arbitro: | Nucini (Bergamo) |

|  |           |               |
|  | Marcatori | 7’ N. Amoruso |

| Arbitro: | Collina (Viareggio) |

|             |           |          |
| Pecchia 53’ | Marcatori | 54’ Toni |

| Arbitro: | De Santis (Tivoli) |

|                                               |           |  |
| Batistuta 14’ Di Biagio 25’ C. Vieri 56’, 76’ | Marcatori |  |

| Arbitro: | Preschern (Mestre) |

|                                                      |           |            |
| Caccia 18’ N. Amoruso 50’, 90’ Pecchia 57’ Musić 86’ | Marcatori | 53’ Meghni |

| Arbitro: | Tombolini (Ancona) |

|                                          |           |  |
| Fiore 6’ Corradi 17’ C. López 66’ (rig.) | Marcatori |  |

| Arbitro: | Nucini (Bergamo) |

|                |           |               |
| N. Amoruso 28’ | Marcatori | 90+1’ Miccoli |

| Arbitro: | Saccani (Mantova) |

|                                        |           |                       |
| Jankulovski 45’ Pinzi 73’ Iaquinta 87’ | Marcatori | 58’ Pecchia 62’ Musić |

| Como 27 aprile 2003 30ª giornata | Como           | 0 – 0 referto | Modena | Stadio Giuseppe Sinigaglia (6 663 spett.)\| Arbitro: \| Pieri (Genova) \| |
| Arbitro:                         | Pieri (Genova) |               |        |                                                                           |

| Arbitro: | Dondarini (Finale Emilia) |

|                                 |           |  |
| F. Inzaghi 11’ (rig.) Nesta 59’ | Marcatori |  |

| Arbitro: | Rodomonti (Roma) |

|                           |           |                                                     |
| N. Amoruso 52’ Caccia 82’ | Marcatori | 11’, 41’ D. Franceschini 21’ Luciano 48’ Bjelanović |

| Arbitro: | De Santis (Tivoli) |

|                      |           |            |
| Doni 63’ (rig.), 81’ | Marcatori | 17’ Caccia |

| Arbitro: | Girardi (San Donà di Piave) |

|           |           |  |
| Benin 83’ | Marcatori |  |

### Coppa Italia

#### Secondo turno
| Arbitro: | Castellani (Verona) |

|           |           |  |
| Bacis 51’ | Marcatori |  |

| Arbitro: | Cassarà (Palermo) |

|  |           |                  |
|  | Marcatori | 15’, 66’ Beretta |

## Statistiche

### Statistiche di squadra
| Competizione | Punti | In casa | In casa | In casa | In casa | In casa | In casa | In trasferta | In trasferta | In trasferta | In trasferta | In trasferta | In trasferta | Totale | Totale | Totale | Totale | Totale | Totale | DR  |
| Competizione | Punti | G       | V       | N       | P       | Gf      | Gs      | G            | V            | N            | P            | Gf           | Gs           | G      | V      | N      | P      | Gf     | Gs     | DR  |
| ------------ | ----- | ------- | ------- | ------- | ------- | ------- | ------- | ------------ | ------------ | ------------ | ------------ | ------------ | ------------ | ------ | ------ | ------ | ------ | ------ | ------ | --- |
| Serie A      | 24    | 17      | 3       | 7       | 7       | 20      | 26      | 17           | 1            | 5            | 11           | 9            | 31           | 34     | 4      | 12     | 18     | 29     | 57     | -28 |
| Coppa Italia | -     | 1       | 0       | 0       | 1       | 0       | 2       | 1            | 0            | 0            | 1            | 0            | 1            | 2      | 0      | 0      | 2      | 0      | 3      | -3  |
| Totale       | -     | 18      | 3       | 7       | 8       | 20      | 28      | 18           | 1            | 5            | 12           | 9            | 32           | 36     | 4      | 12     | 20     | 29     | 60     | -31 |

### Statistiche dei giocatori
Sono in corsivo i calciatori che hanno lasciato la società a stagione in corso.
| Giocatore              | Serie A  | Serie A | Serie A     | Serie A    | Coppa Italia | Coppa Italia | Coppa Italia | Coppa Italia | Totale   | Totale | Totale      | Totale     |
| Giocatore              | Presenze | Reti    | Ammonizioni | Espulsioni | Presenze     | Reti         | Ammonizioni  | Espulsioni   | Presenze | Reti   | Ammonizioni | Espulsioni |
| ---------------------- | -------- | ------- | ----------- | ---------- | ------------ | ------------ | ------------ | ------------ | -------- | ------ | ----------- | ---------- |
| R. Allegretti          | 26       | 0       | 5           | 0          | 2            | 0            | 0            | 0            | 28       | 0      | 5           | 0          |
| N. Amoruso             | 14       | 6       | 0           | 0          | -            | -            | -            | -            | 14       | 6      | 0           | 0          |
| L. Anaclerio           | 5        | 0       | 0           | 0          | -            | -            | -            | -            | 5        | 0      | 0           | 0          |
| R. Anderson Cavalheiro | 1        | 0       | 0           | 0          | -            | -            | -            | -            | 1        | 0      | 0           | 0          |
| L. Belingheri          | 2        | 0       | 0           | 0          | -            | -            | -            | -            | 2        | 0      | 0           | 0          |
| M. Benin               | 11       | 1       | 1           | 0          | 1            | 0            | 0            | 0            | 12       | 1      | 1           | 0          |
| J. Binotto             | 28       | 0       | 7           | 0          | 1            | 0            | 0            | 0            | 29       | 0      | 7           | 0          |
| S. Bjelanović          | 15       | 2       | 2           | 0          | 2            | 0            | 0            | 0            | 17       | 2      | 2           | 0          |
| O. Brevi               | 11       | 0       | 2           | 0          | 2            | 0            | 1            | 0            | 13       | 0      | 3           | 0          |
| A. Brunner             | 21       | -30     | 1           | 0          | -            | -            | -            | -            | 21       | -30    | 1           | 0          |
| N. Caccia              | 16       | 5       | 2           | 0          | -            | -            | -            | -            | 16       | 5      | 2           | 0          |
| B. Carbone             | 22       | 2       | 1           | 1          | 1            | 0            | 0            | 0            | 23       | 2      | 1           | 1          |
| B. Cauet               | 32       | 0       | 8           | 0          | 2            | 0            | 0            | 0            | 34       | 0      | 8           | 0          |
| F. Cigardi             | 3        | 0       | 0           | 0          | -            | -            | -            | -            | 3        | 0      | 0           | 0          |
| N. Corrent             | 21       | 1       | 7           | 0          | 1            | 0            | 1            | 0            | 22       | 1      | 8           | 0          |
| C. De Cesare           | 5        | 0       | 1           | 0          | 1            | 0            | 0            | 0            | 6        | 0      | 1           | 0          |
| F. Ferron              | 14       | -25     | 0           | 0          | 2            | -3           | 0            | 0            | 16       | -28    | 0           | 0          |
| D. Fonseca             | 2        | 0       | 1           | 0          | -            | -            | -            | -            | 2        | 0      | 1           | 0          |
| D. Godeas              | 12       | 1       | 0           | 0          | 1            | 0            | 1            | 0            | 13       | 1      | 1           | 0          |
| G. Greco               | 2        | 0       | 0           | 0          | -            | -            | -            | -            | 2        | 0      | 0           | 0          |
| D. Gregori             | 15       | 0       | 2           | 0          | 2            | 0            | 0            | 0            | 17       | 0      | 2           | 0          |
| N. Guzzo               | 1        | 0       | 0           | 0          | -            | -            | -            | -            | 1        | 0      | 0           | 0          |
| Juarez                 | 22       | 0       | 4           | 0          | -            | -            | -            | -            | 22       | 0      | 4           | 0          |
| V. Musić               | 29       | 3       | 0           | 0          | 2            | 0            | 0            | 0            | 31       | 3      | 0           | 0          |
| P. Padalino            | 15       | 1       | 1           | 0          | -            | -            | -            | -            | 15       | 1      | 1           | 0          |
| F. Pecchia             | 27       | 6       | 2           | 1          | 1            | 0            | 0            | 0            | 28       | 6      | 2           | 1          |
| M. Rossi               | 19       | 0       | 5           | 0          | 1            | 0            | 1            | 0            | 20       | 0      | 6           | 0          |
| J. Serna               | 1        | 0       | 0           | 0          | 1            | 0            | 0            | 0            | 2        | 0      | 0           | 0          |
| C. Stellini            | 30       | 0       | 5           | 0          | 2            | 0            | 0            | 0            | 32       | 0      | 5           | 0          |
| M. Tarantino           | 14       | 0       | 2           | 0          | 1            | 0            | 0            | 0            | 15       | 0      | 2           | 0          |
| S. Tomas               | 26       | 0       | 4           | 0          | 2            | 0            | 0            | 0            | 28       | 0      | 4           | 0          |